# HG 85
HG 85 (Hand Granate M1985) — осколочная ручная граната, разработанная для вооруженных сил Швейцарии и до сих пор производимая компанией RUAG Ammotec в Швейцарии. Была разработана для замены гранаты HG 43 времен Второй мировой войны.
При детонации стальной корпус, содержащий 155 г тротила, выбрасывает около 1800 осколков весом в среднем 0,1 грамма. Британские данные о безопасности показывают, что L109 — и, соответственно, все её боевые версии — могут представлять опасность на дистанциях до 200 метров. Предназначена для применения в основном при ведении боевых действий в населенных пунктах, расчистке траншей и лесных массивов, эффективна против незащищенной живой силы до 10 м и защищённой живой силы до 5 м.

## Описание
Граната имеет сферическую форму с втулкой наверху с внутренней резьбой для установки запала DM 82 CH. Благодаря специально сконструированному запалу граната считается очень безопасной. Разработана, чтобы быть эффективным против противников, одетых в бронежилеты, использующие до 20 слоев кевлара или 1,6 мм титана.
Над предохранительным рычагом и втулкой сверху гранаты закреплена дополнительная предохранительная скоба из пружинной стали, предотвращающая перемещение предохранительного рычага.

## Варианты

### L109A1
В сентябре 2000 года было объявлено о заключении шестилетнего контракта со Swiss Ammunition Enterprise Corporation (дочерняя компания RUAG), согласно которому Великобритания закупит около 363 000 гранат в тренировочных целях. Первые поставки были запланированы на март 2001 года.
L109 — это британское обозначение HG 85, но отличается тем, что имеет специальную предохранительную скобу матово-чёрного цвета, похожую на предохранительную скобу американской гранаты М67.
L109 имеет глубокий бронзово-зелёный цвет с золотисто-жёлтым трафаретом, шероховатую поверхность, напоминающую лёгкую наждачною бумагу, с жёлтой полосой вокруг верхней втулки. Имеет обозначение «GREN HAND HE L109A1», маркировку производителя «SM», что означает «Swiss Munitions», и номер партии. Маркировка на предохранительном рычаге указывает на обозначение и номер партии взрывателя.

### № 300
Nr300 — это голландское обозначение HG 85. Существует также Nr330.

### OHG92
Наступательная граната, окрашенная в чёрный цвет с жёлтой лентой на верхней втулке. OHG92 производились только на экспорт.

## Страны-эксплуатанты
HG 85 поступил на вооружение швейцарской армии в 1985 году. Она также используется в ряде других европейских армий и в армиях Ближнего и Дальнего Востока.
- Швейцария
- Великобритания
- Литва
- Нидерланды